# Chráněná krajinná oblast Beskydy
Chráněná krajinná oblast Beskydy (CHKO Beskydy) je chráněná krajinná oblast v Česku. Vyhlášena byla 30. března 1973 vládním výnosem MK ČSR č.j. 5373/1973. Správa CHKO sídlí v Rožnově pod Radhoštěm. Jedná se o největší chráněnou krajinnou oblast České republiky, její rozloha činí 1 205 km², les pokrývá 71 % území. Nadmořská výška se pohybuje v rozmezí 325 až 1324 metrů, nejvyšším bodem je Lysá hora.
Území CHKO Beskydy se téměř shoduje s územím evropsky významné lokality Beskydy (rozloha 1204 km²).

## Důvody ochrany
Důvodem vyhlášení byly její výjimečné přírodní hodnoty, zejména původní pralesovité lesní porosty s výskytem vzácných karpatských živočišných i rostlinných druhů, druhově pestrá luční společenstva, unikátní povrchové i podzemní pseudokrasové jevy a také mimořádná estetická hodnota a pestrost ojedinělého typu krajiny vzniklého historickým soužitím člověka s tímto územím.
Význam přírodní hodnoty chráněné krajinné oblasti Beskydy je podtržen vyhlášením 50 maloplošných chráněných území, územním překrytím CHKO s mezinárodně významným ptačím územím a s chráněnou oblastí přirozené akumulace vod a v neposlední řadě i jejím nadregionálním rekreačním významem. Na několika místech jsou chráněna původní luční a lesní společenstva. Celé území se skládá ze čtyř orografických celků: Moravskoslezských Beskyd, Rožnovské brázdy, Vsetínských vrchů a Javorníků (české části) na území Moravskoslezského a Zlínského kraje.
Územím CHKO protékají řeky Vsetínská Bečva, Rožnovská Bečva, Ostravice a Morávka.
V oblasti se nalézají dvě naučné stezky: Radegast, Čertův mlýn, Lysá hora, Stezka pokladů Godula a Hradisko. 

## Výskyt šelem

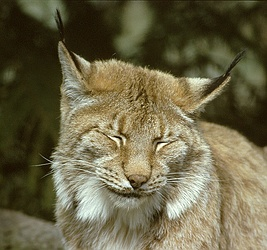
Rys ostrovid (Lynx lynx)

V CHKO je pravidelně mapován výskyt velkých šelem. Podle výsledků z roku 2009 v oblasti žije minimálně 16 rysů, 8 vlků a tři medvědi.

## Maloplošná chráněná území

### Národní přírodní rezervace
- Kněhyně – Čertův mlýn
- Mazák
- Mionší
- Pulčín – Hradisko
- Radhošť
- Razula
- Salajka

### Přírodní rezervace
- Bučací potok
- Čerňavina
- Draplavý
- Galovské lúky
- Huštýn
- Klíny
- Kutaný
- Losový
- Lysá hora
- Malenovický kotel
- Malý Smrk
- Mazácký Grúnik
- Noříčí
- Poledňana
- Smrk
- Studenčany
- Travný
- Travný potok
- Trojačka
- V Podolánkách
- Velký Polom
- Zimný potok

### Přírodní památky
- Brodská
- Byčinec
- Filůvka
- Kladnatá – Grapy
- Kněhyňská jeskyně
- Kudlačena
- Kyčmol
- Lišková
- Motyčanka
- Obidová
- Ondrášovy díry
- Pod Juráškou
- Pod Lukšincem
- Podgruň
- Poskla
- Rákosina ve Stříteži nad Bečvou
- Skálí
- Smradlavá
- Stříbrník
- Uherská
- Vachalka
- Velký kámen
- Vodopády Satiny
- Vysutý
- Zubří